# 皮山河
皮山河是中华人民共和国新疆维吾尔自治区的一条河流，位于塔里木盆地，该河全长69千米，集水面积约2227平方千米，年均径流量约为3.35亿立方米。根据皮山水文站测定，该河夏季富水期径流量占全年的71.7%，冬季枯水期径流量占全年的2.8%。